# Седма тура
„Седма тура” је југословенски кратки филм из 1965. године. Режирао га је Мирослав Јокић који је написао и сценарио.

## Улоге
| Глумац                 | Улога |
| ---------------------- | ----- |
| Никола Коле Ангеловски |       |
| Јулијана Кнежевић      |       |
| Ратка Крстуловић       |       |